# Sieciechów (Mazovië)
Sieciechów is een dorp in het Poolse woiwodschap Mazovië, in het district Kozienicki. De plaats maakt deel uit van de gemeente Sieciechów en telt 430 inwoners.